# Cucina messicana
La cucina messicana è l'espressione dell'arte culinaria sviluppata in Messico ed è caratterizzata da sapori intensi e vari, per via della gran varietà di spezie utilizzate. La gastronomia messicana, se si guarda alle sostanze nutritive, è una delle più ricche del mondo in proteine, vitamine e minerali. Dal 2010 è diventata patrimonio dell'umanità UNESCO.

## Storia

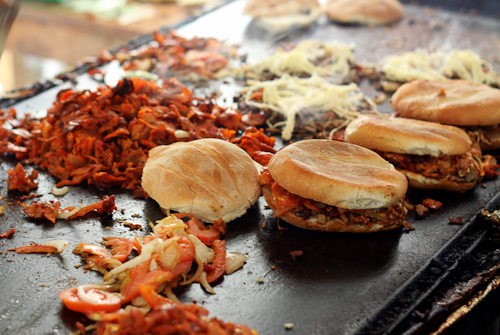
Panini (tortas) preparati nel Oaxaca

Quando i conquistadores spagnoli raggiunsero la capitale azteca Tenochtitlán (l'antica città su cui sorge ora Città del Messico), scoprirono che la dieta indigena consisteva principalmente di piatti basati su mais, conditi con peperoncini ed erbe e in genere accompagnati da fagioli e zucca. Nel tempo i conquistadores combinarono la propria dieta composta da riso, manzo, maiale, pollo, vino, aglio e cipolle con il cibo indigeno del Messico pre-Colombiano (che includeva cacao, pannocchie, pomodori, vaniglia, avocado, papaia, ananas, peperoncino, fagioli, zucca, patate dolci, arachidi e tacchino). Il totopo (una "tortilla" di mais salata cotta in forno a legna) potrebbe essere un risultato di questo connubio.
Gran parte del cibo messicano odierno è basato su tradizioni pre-ispaniche, comprese quelle azteche e maya, combinate con lo stile culinario introdotto dai coloni spagnoli. Le quesadilla, per esempio, sono "tortilla" di farina o mais con formaggio (tipicamente un formaggio messicano morbido come il queso blanco), manzo, pollo, maiale e altro ancora; l'eredità indigena di quest'ultimo, come di molti altri piatti tipici, è il peperoncino (chili). Piatti come questi sono tipicamente molto colorati grazie alla ricca varietà di verdure (tra cui i peperoncini, i peperoni verdi, broccoli, cavolfiori e ravanelli) e di carni nel cibo messicano. Anche la cucina caraibica ha influenzato alcuni piatti messicani, in particolar modo alcuni piatti regionali di Veracruz e dello Yucatán. Infine l'occupazione francese ha a sua volta contribuito in qualche misura a formare la cucina attuale messicana.

## Pietanze

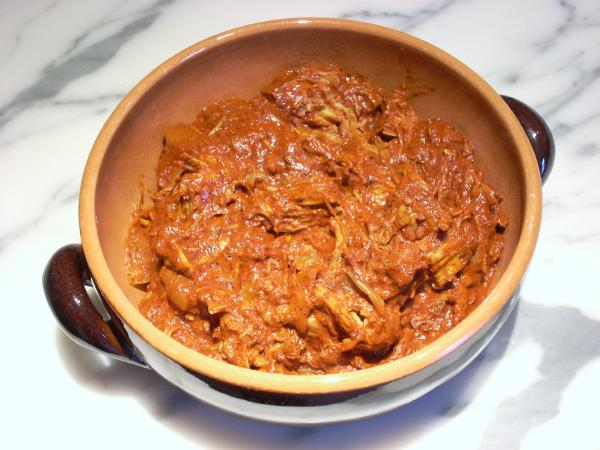
Pentola con cochinita pibil

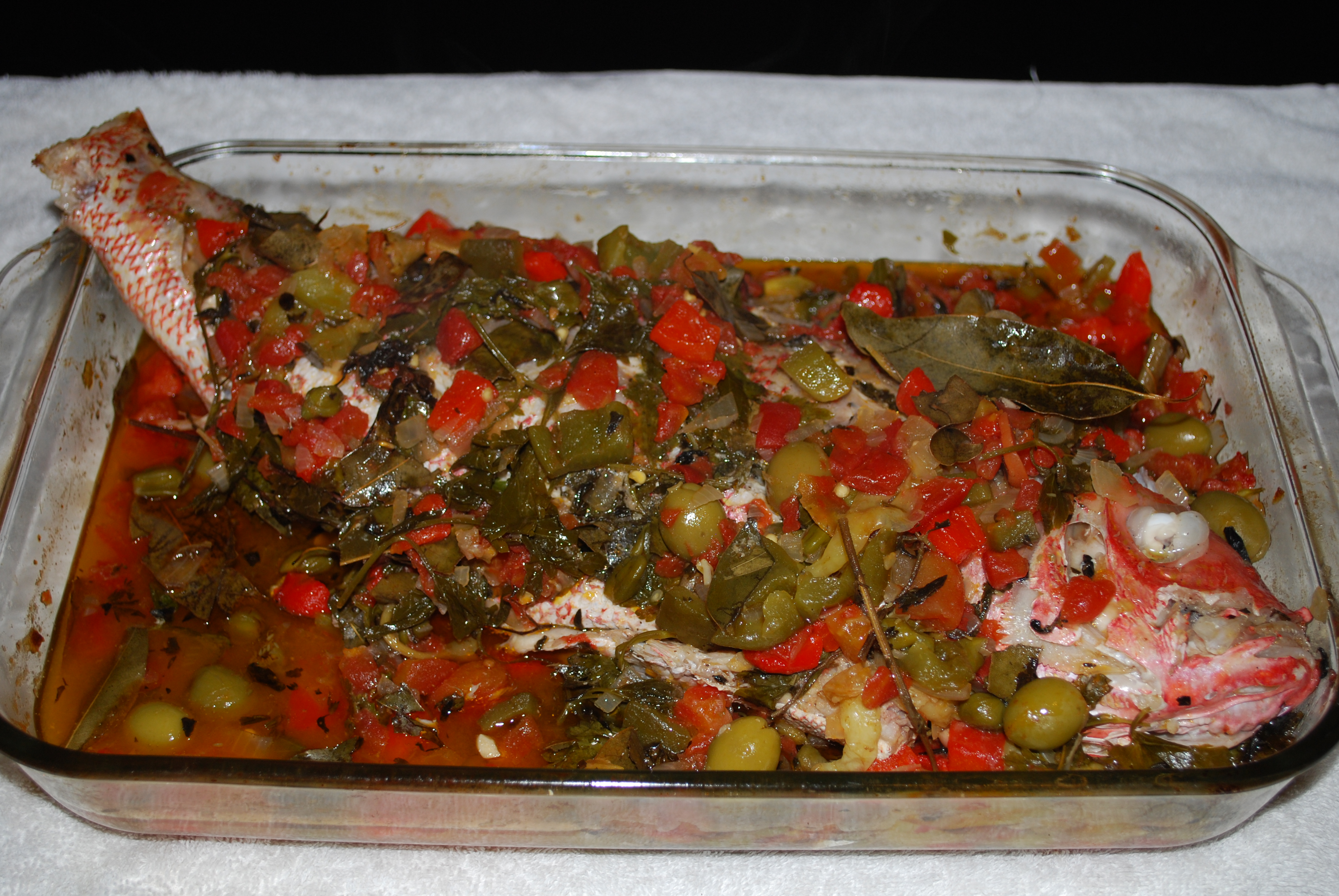
Huachinango a la veracruzana

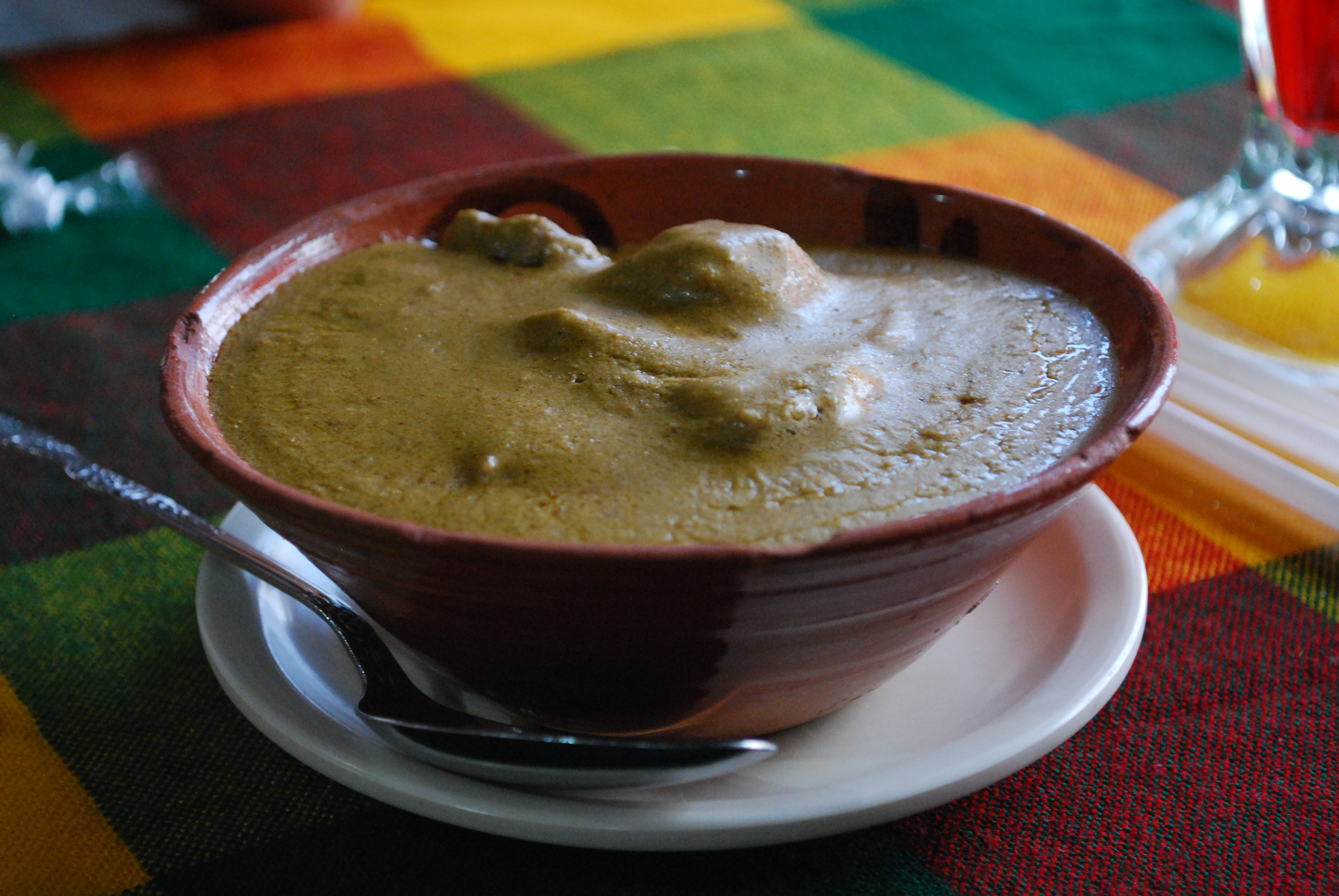
Pepita con tasajo

I cibi messicani cambiano da regione a regione a causa delle differenze climatiche, geografiche, etniche e, non ultimo, a seconda della maggiore o minore influenza ispanica.
La zona settentrionale del Messico è nota per la produzione di manzo e di conseguenza si distingue per le pietanze basate su queste carni. La zona meridionale, d'altra parte, è conosciuta per i piatti con verdure piccanti e pollo. I prodotti del mare vengono preparati in un modo chiamato "stile Veracruz", chiamati così dal nome dello stato di Veracruz. Due elementi sono prevalenti in ogni varietà della cucina messicana; aggiungere il limone verde alla carne e l'uso di salse a base di diversi tipi di chile, come per esempio il Habanero e il Jalapeño.
Esistono anche piatti più esotici, cucinati in stile Azteco o Maya, con ingredienti piuttosto inusuali quali iguane, serpenti a sonagli, cervi, scimmie, ragni e persino qualche tipo di insetto; queste pietanze sono note come comida prehispánica (cibo preispanico) e, per quanto non molto comuni, sono comunque relativamente conosciute.
Va distinta l'autentica cucina messicana dalle Mex-Cali (di origine Californiana), Tex-Mex (di origine texana) e da quella tipica dello Stato USA del Nuovo Messico, che è diventata la più famosa, come i burritos.
I piatti principali e più famosi sono i tacos, i sopes, barbacoa, la salsa guacamole, i diversi tipi di mole, le tortilla e le zuppe (sopas). La bevanda più famosa è la tequila, derivata dalla pianta dell'Agave come l'aguardiente, mescal, ecc. Un'altra bevanda molto popolare è la michelada; birra preparata con sale e limone verde, che può anche includere salsa piccante e salsa soya.
Molte pietanze messicane vanno mangiate per strada, sono molte le possibilità di comida callejera, fast food per strada, che è economico e di ampia scelta. In alternativa si possono trovare ristoranti di comida corrida che offrono un menu a pranzo a 70/80 pesos messicani e include una zuppa, un piatto principale e una bibita o succo.

## Cucine regionali
- Cucina del Chiapas
- Cucina di Oaxaca
- Cucina di Veracruz